# Mitzi Martin
Mitzi Martin (n. Los Ángeles, California; 27 de diciembre de 1967) es una actriz y modelo estadounidense, conocida por sus papeles en las películas Harley Davidson and the Marlboro Man, Joe Dirt, Dude, Where's My Car? y The Island.
Su imagen y parecido fue utilizado para el personaje Cate Archer en el videojuego No One Lives Forever. Está casada con Josh Todd de la banda Buckcherry.